# بیچ‌کرفت ام‌کیوام-۱۰۷ استریکر
بیچ‌کرفت ام‌کیوام-۱۰۷ استریکر یک پهپاد هدف با پیشرانه توربوجت بود که توسط نیروی زمینی ایالات متحده و نیروی هوایی ایالات متحده به کار گرفته می‌شود. این پهپاد برای آزمایش و ارزیابی سامانه‌های پدافند هوایی مانند استینگر و پتریوت استفاده می‌شود. همچنین ام‌کیوام-۱۰۷ در نیروی هوایی برای آموزش شلیک موشک‌های هوا به هوا مانند سایدوایندر و آمرام به کار می‌رود. 
ایران از جمله کاربران این پهپاد است که بر اساس آن پهپاد کرار را توسعه داد. 